# Veste Reale

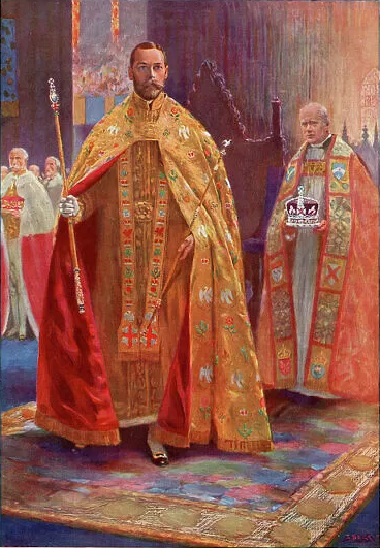
Una raffigurazione di Re Giorgio V incoronato nell'abbazia di Westminster nel 1911, mentre indossa la Supertunica, la Stola Reale e la Veste Reale

La Veste Reale (in inglese: Robe Royal; conosciuta anche come Pallium Regale, Imperial Mantle o Dalmatic Robe) è una veste indossata dal monarca britannico quando viene incoronato. Viene indossata appena prima che il monarca venga investito del globo, dell'anello e degli scettri. Viene indossata durante l'incoronazione e il tributo di omaggio. La Veste Reale utilizzata è quella originariamente creata per l'incoronazione di Giorgio IV nel 1821.

## Utilizzo
Il monarca entra nell'abbazia di Westminster per la sua incoronazione indossando la Veste di Stato. Questa viene rimossa per la cerimonia dell'unzione in cui indossano il colobium sindonis ("tunica sudario"), una veste volutamente semplice. Dopo l'unzione il monarca indossa la Supertunica più ornata sopra il colobium. Dopo essere stato investito di insegne tra cui gli Speroni, la Spada dell'Offerta e gli Armilles, il monarca indossa la Robe Royal sopra la Supertunica e indossa anche la Stola Reale.
Il monarca viene quindi investito del glovo, dell'anello e degli scettri e incoronato dall'arcivescovo di Canterbury. Rimangono nella Veste Reale mentre ricevono l'omaggio dei vescovi, dei pari del regno e dei membri della famiglia reale e la comunione è conclusa. Il monarca si sposta quindi al santuario e alla tomba di Sant'Edoardo il Confessore dove le insegne, la Veste Reale e la Stola Reale vengono rimosse e sostituite con la Veste Imperiale per la processione fuori dall'abbazia di Westminster. Durante l'Incoronazione il monarca viene rivestito dal Lord Gran Ciambellano che è assistito dal Groom of the Robes e dal Master of the Robes o Mistress of the Robes.

## Descrizione
A differenza della maggior parte delle vesti usate per l'incoronazione, la Veste Reale non viene solitamente realizzata nuova per ogni monarca. Quella attualmente in uso fu realizzata per l'incoronazione di Giorgio IV nel 1821. Il design della veste era basato sui precedenti mantelli indossati dai monarchi Tudor e Stuart e, in effetti, è poco cambiato rispetto a quelli indossati nel periodo medievale che erano basati sulla veste dalmatica usata dal clero. L'associazione con l'abbigliamento ecclesiastico è intenzionale e intesa come un promemoria della natura divina della monarchia. La Veste Reale di Giorgio IV è la veste più antica usata nella cerimonia dell'incoronazione.
La Veste Reale di Giorgio IV è color oro con simboli tra cui fogliame, corone, gigli, aquile, rose, cardi e trifogli ricamati con filo colorato. Viene indossata come mantello e chiusa da una chiusura in oro a forma di aquila.  La Veste Reale di Giorgio IV fu realizzata da John Meyer per £24, con la chiusura in oro realizzata dagli orafi Rundell, Bridge e Rundell. Dopo l'incoronazione di Giorgio IV, la veste fu trattenuta dal Decano e dal Capitolo di Westminster prima di passare in mani private. Fu restituita alla Corona all'inizio del XX secolo e fu utilizzata all'incoronazione di Giorgio V nel 1911, all'incoronazione di Giorgio VI nel 1937, all'incoronazione di Elisabetta II nel 1953 e all'incoronazione di Carlo III nel 2023. Una nuova Veste Reale fu realizzata da Werner and Sons di Braintree, Essex, in preparazione dell'incoronazione di Edoardo VIII. Dopo che questa incoronazione fu annullata, il suo successore, Giorgio VI, scelse di utilizzare al suo posto la veste di Giorgio IV.